# Ermir Krantja
Ermir Krantja, född den 6 mars 1947 i Tirana i Albanien, är en albansk dirigent. 
Emir Krantja är son till dirigenten Mustafa Krantja. Han var tidigt hängiven åt världsmusik. Han studerade vid Jordan Misjas akademi 1962-1966 och tog examen i dirigering 1966-1970 vid Akademin för de sköna konsterna (på albanska Instituti i Lartë e Arteve) under sin fars ledning. Han arbetade sedan som dirigent för Radio Tiranas orkester fram till 1975 och sedan som dirigent för Shkodras filharmoniska orkester från 1975 till 1979. Krantja återvände sedan till Tirana för att ledda opera- och baletteaterns symfoniorkester tills 1990 då han utvandrade till Italien. Krantja är en av Albaniens ledande dirigenter.

### Webbkällor
- ”Ermir KRANTJA - Sito Ufficiale” (på italienska). Officiell webbplats för Ermir Krantja. http://www.ermirkrantja.com/.